# Brandenburg an der Havel
Brandenburg an der Havel (röviden Brandenburg, szorbul Bramborska nad Habolu) város Németországban, azon belül Brandenburgban. Lakosainak száma 73 921 fő (2023. december 31.). Brandenburg an der Havel Potsdam-Mittelmark District és Havelland District községekkel határos.

## Népesség
A település népességének változása:
| Lakosok száma | 12 800 | 21 058 | 49 250 | 93 983 | 86 753 | 71 778 | 71 032 | 71 886 | 72 040 | 73 921 |
|               | 1818   | 1855   | 1900   | 1971   | 1995   | 2010   | 2013   | 2017   | 2020   | 2023   |